# Die Maschinenstürmer
Die Maschinenstürmer («els destrossa-màquines» en català) és una obra teatral escrita per Ernst Toller el 1920.

## Influències
Toller va escriure Die Maschinenstürmer desde la presó, on hi havia estat condemnat per cinc anys el 1919 per haver participat en l'establiment de la República Soviètica de Baviera.
Tot i estar basada en el fenomen històric real del Luddisme britànic de primeries del segle xix, especialment una revolta luddita a Nottingham el 1815, Toller decidí introduir anacronismes deliberats a l'obra per encoratjar la comparació entre els obrers del segle xix i del segle xx.
Segons Toller l'inspiració principal per l'obra foren dos obres cabdals del marxisme: El capital de Karl Marx i La condició de la classe obrera a Anglaterra de Friedrich Engels. També l'influencià Die Geschichte des Sozialismus in England («La història del socialisme a Anglaterra») de Max Beer. Moltes de les situacions i problemes en que es troben els treballadors a «Die Maschinenstürmer» estan basades en observacions que Engels feu de la classe treballadora britànica al segle xix.
Alguns dels personatges son o estan inspirats en personatges històrics. El protagonista, Jimmy Cobbett, està basat en el polític liberal William Cobbett (que apel·là els luddites a que no destrossesin màquines i busquessin altres maneres de millorar les seves condicions) i el seu fill James Cobbett (que s'oposava a l'ús de la violència). El semi-mític luddita Ned Ludd apareix com a personatge. L'amo de la fàbrica, el senyor Ure, està basat en Andrew Ure un professor de química que fou l'autor de The Philosophy of Manufactures («La filosofia de la indústria»), i que fou caracteritzat per Marx i Engels com l'epítome de la hipocresia burgesa.

## Argument
L'obra s'inicia amb un breu pròleg ubicat a la Cambra dels Lords britànica on Lord Byron i Lord Castlereagh debaten una proposició de llei per castigar la destrucció de màquinaria amb la mort. Contra l'oposició de Byron, Castlereagh argumenta que la pobresa és divínament ordenada i que és millor que els molts pobres siguin reduïts en número a través de la mortalitat.
Enmig d'una vaga en una fàbrica tèxtil de Nottingham, dos obrers son penjats pels altres treballadors per haver intentat trencar la vaga, convocada en protesta per la introducció d'una màquina de vapor. Jimmy, un treballador d'origen irlandès que torna a Nottingham després de vagar per Europa, es troba amb un dels vaguistes, Ned Ludd. Mentre parlen arriben soldats per informar els vaguistes que la vaga ha estat declarada il·legal i que han de tornar a la feina.
Jimmy es reuneix amb la seva mare i el seu germà a casa. El seu germà, Henry, ascengut a supervisor de la fàbrica mentre Jimmy era fora, li critica que sigui un vulgar obrer i que doni suport a la vaga, i força la seva mare a elegir entre ell o Jimmy. La mare elegeix en Henry per evitar caure en una pobresa més profunda.
Jimmy va a una reunió dels vaguistes on aquests han decidit atacar la nova màquina aquella mateixa nit. Jimmy els encoratja a, enlloc de destruïr la màquina, tenir paciència i dur a terme una revolució per desempallegar-se conjuntament de la seva pobresa i poder emprar les màquines pel seu benefici. Els obrers, convençuts, fan d'en Jimmy el seu nou líder, cosa que preocupa John Wibley, l'anterior líder de la vaga que no veu possible la realització dels ideals de Jimmy.
Henry crida a John Wibley per forçar-lo a trobar alguna manera de fer fora en Jimmy de Nottingham abans que el senyor Ure, propietari de la fàbrica, sapiga que és el seu germà. Wibley parla amb Ure i li deixa saber que Jimmy planeja un àtac contra la nova màquina. Ure decideix que l'àtac tingui lloc per poder convençer el govern que cal acció.
John Wibley i Jimmy discuteixen sobre com tractar el problema dels esquirols. Wibley reclama a Jimmy acció contra ells, però Jimmy prefereix intentar convence'ls. Mentre una manifestació de dones contra la màquina té lloc, aquestes descobreixen la dona d'en John, Mary, sortint de la casa de l'amo de la fàbrica i l'atrapen, acusant-la de jaure amb ell. Degut a la pobresa persistent, les dones presionen els seus marits perquè ataquin la màquina i rebutgin les noves dures condicions de feina que Ure els imposa, ignorant el pla de Jimmy d'acceptar els nous termes i esperar a la imminent revolució.
Un grup de treballadors liderat per John Wibley ataquen la fàbrica, però descobreixen que els esquirols que Ure ha portat a treballar són nens. Un enginyer els implora que no destrueixin la màquina. Quan un dels treballadors mor atrapat a la màquina quan l'ataca, els altres destrueixen la màquina. L'enginyer, embogit, acaba també mort. Jimmy entra a la fàbrica i els treballadors el maten acusant-lo de traïdor. Retornant als seus sentits, els treballadors s'empenedeixen d'haver matat en Jimmy, però són detinguts immediatament per la policia.

## Recepció
Die Maschinenstürmer va ser estrenada a Berlín el 30 de juny de 1922 mentre Toller encara era a la presó, dirigida per Karl-Heinz Martin. L'assassinat del polític liberal Walther Rathenau a mans de l'Organisation Consul poc abans de l'estrena, combinat amb els temes de l'obra, va portar al públic de l'estrena (aproximadament 5.000 persones) a aixecar-se i cridar. En general, va tenir molt mala crítica, éssent considerada massa intel·lectual i derivativa de l'anterior Die Weber de Gerhart Hauptmann.